# カウン・ゼン・マラ
カウン・ゼン・マラ（Kaung Zan Mara、2002年11月11日 - ）は、東京都出身のプロサッカー選手。
Jリーグ・FC町田ゼルビア所属。ポジションはゴールキーパー。

## 略歴
2002年11月11日、ミャンマー人の両親の元、東京都で産まれる。
小学校3年生の時にドイツ代表のGKオリバー・カーンのプレーを見て、GKを志す。
小学校卒業後は東京ヴェルディの下部組織へ入団した。2020年には2種登録選手としてチームに帯同した。
2024年11月14日、FC町田ゼルビアへ2024年シーズンから加入することが発表された。

## 人物
父親はラカイン族の元バレーボールミャンマー代表ライトアタッカー。東南アジア競技大会への出場歴もあるが、民主化運動を支援したことで当局からの拘束が近付いたため日本に逃れ、のちに難民認定を受けた。
現在法的には無国籍の状態であり、日本国籍取得に向けて準備している。
妹のイェーモンミャはバレーボール選手。下北沢成徳高等学校で春高バレーに出場し、SVリーグのデンソーエアリービーズへの入団が内定している。

## 所属クラブ
- 2018年 - 2020年  東京ヴェルディ ユース (向丘高等学校)
  - 2020年  東京ヴェルディ (2種登録)
- 2021年 - 2024年  産業能率大学
- 2025年 -  FC町田ゼルビア

## 個人成績
| 国内大会個人成績 | 国内大会個人成績 | 国内大会個人成績 | 国内大会個人成績 | 国内大会個人成績             | 国内大会個人成績 | 国内大会個人成績 | 国内大会個人成績 | 国内大会個人成績 | 国内大会個人成績 | 国内大会個人成績 | 国内大会個人成績 |
| 年度             | クラブ           | 背番号           | リーグ           | リーグ戦                     | リーグ戦         | リーグ杯         | リーグ杯         | オープン杯       | オープン杯       | 期間通算         | 期間通算         |
| 年度             | クラブ           | 背番号           | リーグ           | 出場                         | 得点             | 出場             | 得点             | 出場             | 得点             | 出場             | 得点             |
| 日本             | 日本             | 日本             | 日本             | リーグ戦                     | リーグ戦         | リーグ杯         | リーグ杯         | 天皇杯           | 天皇杯           | 期間通算         | 期間通算         |
| ---------------- | ---------------- | ---------------- | ---------------- | ---------------------------- | ---------------- | ---------------- | ---------------- | ---------------- | ---------------- | ---------------- | ---------------- |
| 2025             | 町田             | 17               | J1               |                              |                  |                  |                  |                  |                  |                  |                  |
| 通算             | 日本             | 日本             | J1               | \|\|\|\|\|\|\|\|\|\|\|\|\|\| |                  |                  |                  |                  |                  |                  |                  |
| 総通算           | 総通算           | 総通算           | 総通算           | \|\|\|\|\|\|\|\|\|\|\|\|\|\| |                  |                  |                  |                  |                  |                  |                  |

- 2020年は東京ヴェルディの2種登録選手(出場はなし)。